# Lotta agli VIII Giochi del Mediterraneo
I tornei di lotta agli VIII Giochi del Mediterraneo si sono svolti nel settembre 1979 a Spalato, in Jugoslavia.
Il programma ha previsto tornei di lotta libera e lotta greco-romana maschile, con 10 categorie per ciascuna disciplina.

## Podi

### Lotta libera
| Evento  | Oro                | Argento                | Bronzo                 |
| 48 kg   | Claudio Pollio     | Oemer Sakizsi          | Mirko Dimcevski        |
| 52 kg   | Koce Efremov       | Mohammed Oruc          | Aldo Bova              |
| 57 kg   | Risto Darlev       | Antonio La Bruna       | Diego Lo Brutto        |
| 62 kg   | Nurettin Kurt      | Jeorjos Chadziioanidis | Saip Bajrami           |
| 68 kg   | Shaban Sejdiu      | Didier Nicolas         | Hueseyin Yalin         |
| 74 kg   | Kiro Ristov        | Riccardo Niccolini     | Osman Uzun             |
| 82 kg   | Senol Tenekecioglu | Luciano Ortelli        | Muhammad al-Aszram     |
| 90 kg   | Halil Aras         | Michele Azzola         | Christophe Andanson    |
| 100 kg  | Santiago Morales   | Messias Vitsaras       | Mehmet Donbay          |
| +100 kg | Hussein Cokal      | Hasan Biszara          | Dimitris Spyridopoulos |

### Lotta greco-romana
| Evento  | Oro                 | Argento            | Bronzo                |
| 48 kg   | Salih Bora          | Vincenzo Maenza    | Sotiris Ventas        |
| 52 kg   | Bambis Cholidis     | Slavko Skusek      | Giuseppe Caltabiano   |
| 57 kg   | Antonino Caltabiano | Ali Laszkar        | Mehmet Serhat Karadağ |
| 62 kg   | Ivan Frgić          | Stelios Mijakis    | Djamel Benaceur       |
| 68 kg   | Ferenc Čaba         | Lionel Lacaze      | Domenico Giuffrida    |
| 74 kg   | Karlo Kasap         | Erol Mutlu         | Feliciano Marotto     |
| 82 kg   | Momir Petković      | Muhammad al-Aszram | Dimitrios Tanopulos   |
| 90 kg   | Darko Nišavić       | Jeorjos Pozidis    | Polat Aydin           |
| 100 kg  | Refik Memišević     | Remo Ricciardelli  | Jeorjos Pikilidis     |
| +100 kg | Prvoslav Ilić       | Kenan Ege          | Antonio La Penna      |

## Medagliere
La nazione ospitante è evidenziata.
| Posizione | Paese      | Oro | Argento | Bronzo | Totale |
| --------- | ---------- | --- | ------- | ------ | ------ |
| 1         | Jugoslavia | 11  | 1       | 2      | 14     |
| 2         | Turchia    | 5   | 4       | 5      | 14     |
| 3         | Italia     | 2   | 6       | 5      | 13     |
| 4         | Grecia     | 1   | 4       | 4      | 9      |
| 5         | Spagna     | 1   | 0       | 0      | 1      |
| 6         | Francia    | 0   | 2       | 2      | 4      |
| 7         | Egitto     | 0   | 1       | 1      | 2      |
| 8         | Marocco    | 0   | 1       | 0      | 1      |
| 8         | Libano     | 0   | 1       | 0      | 1      |
| 10        | Algeria    | 0   | 0       | 1      | 1      |
| Totale    | Totale     | 20  | 20      | 20     | 60     |